# Giuseppe Ceccherini
Giuseppe Ceccherini (Florència, segle XIX) fou un compositor italià. Era fill del també compositor Ferdinando.
Fou professor de cant i mestre de capella de la Catedral i de l'Annunziata de la seva ciutat natal. Es dedicà quasi per complet a la música religiosa, devent-se-li gran nombre d'introits, motets, etc., 12 misses; un Miserere; els responsoris de la Setmana Santa; un Ofertori instrumental, etc.